# Пало-Алто (школьный округ)
Объединённый школьный округ Пало-Алто (англ. Palo Alto Unified School District, PAUSD) — государственный школьный округ, расположенный рядом со Стэнфордским университетом в Пало-Алто, штат Калифорния (США). В школьный округ входит двенадцать начальных школ, три основных средних школы, две старшие школы и школа для взрослых.

## История
Школьный округ Пало-Алто был основан 20 марта 1893 года, первая школа открылась в сентябре того же года. Число учащихся росло, пока не достигло пика в 15 576 человек в 1967 году. После этого количество учащихся резко сократилось, что вынудило округ закрыть многие школы. Самое низкое количество учащихся было зафиксировано в 1989 году — всего 7452 человека. Средняя школа Джордан была вновь открыта, когда количество учащихся снова увеличилось. В 1998 году была добавлена начальная школа Беррон-Парк, а средняя школа Терман была вновь открыта в 2001 году. В 2013 году в округе насчитывалось 12 268 учащихся.
Все школы округа были закрыты 16 марта 2020 года в связи с пандемией COVID-19. Принятый 29 сентября 2020 года план возобновления работы начальных школ c 12 октября, а средних школ c 7 января 2021 года вызвал широкие дебаты, включая критику со стороны учителей и персонала, ссылающихся на проблемы безопасности.

### Эффект Вертера
Средние школы Пало-Алто привлекли внимание общественности в 2009 году, после того, как пять учеников округа совершили самоубийства в течение девяти месяцев, в основном, попадая под поезда на местном переезде. В результате были приняты меры по ограничению доступа к путям. С тех пор были предприняты попытки улучшить эмоциональное здоровье учеников, посещающих школы. По состоянию на 2015 год эффект Вертера оставался проблемой для средних школах округа.
В феврале 2016 года группа специалистов по предотвращению самоубийств из службы эпидемиологической помощи (Epi-Aids) Центров по контролю и профилактике заболеваний (CDC) совершила двухнедельный визит в этот район для определения факторов риска. В июле 2016 года группа Epi-Aids опубликовала предварительные выводы.

## Старшие школы

### Старшая школа Ганна
Средняя школа Генри М. Ганна — одна из двух государственных средних школ в Пало-Алто. Школа названа в честь Генри М. Ганна (1898—1988), который занимал пост суперинтенданта Пало-Алто в 1950—1961 годах. За время его работы район расширился с 5500 учащихся до 14 000, добавилось 17 новых школ. Ему также принадлежит заслуга в создании двух местных общественных колледжей — Де Анза и Футхилл. В 1964 году объединённый школьный округ Пало-Алто объявил, что назовёт в честь Ганна свою третью среднюю школу. Её первый класс выпустился в 1966 году. Талисман школы — титан Тимми. Ученическая газета — «Оракул», входящая в Национальную школьную рекламную сеть. В школе есть собственная телевизионная новостная программа под названием Titan Broadcast Network.

### Старшая школа Пало-Алто
Старшая школа Пало-Алто, известная как «Paly», является одной из старейших средних школ в регионе. Основанная в 1898 году, она насчитывает сегодня более 1700 учеников. Она расположена в самом сердце Силиконовой долины, неподалёку от Стэнфордского университета. В 2002 году журнал Newsweek включил её в число 200 лучших государственных средних школ, основываясь на результатах тестов. В 2007 году U.S. News & World Report поставил её на 85 место среди более чем 18 000 государственных средних школ. Школа Пало Алто также продолжает выдающиеся спортивные традиции, в том числе в соперничестве с школой Ганна. Команды из школы Пало-Алто стали чемпионами штата Калифорния по баскетболу среди мальчиков в 1993 и 2006 годах, а также чемпионами штата Калифорния по американскому футболу в 2010 году (а также чемпионами CCS в 2006 и 2007 годах). Волейбольная команда Paly Girls Varsity выиграла два чемпионата штата подряд в 2010 и 2011 годах. В средней школе Пало-Алто также работает центр исполнительских искусств, официальное открытие которого состоялось 1 октября 2016 года.

## Средние школы

### Средняя школа Грина
Средняя школа Фрэнка Грина, бывшая средняя школа Дэвида Джордана, расположена по адресу 750 N. California Ave., Palo Alto, CA 94303. Талисман школы — ягуар.
В 2018—2019 учебном году в школе обучалось 1050 учеников. Ученический контингент состоял из 54 % юношей и 46 % девушек. Расовый состав: 40 % европеоидов, 30 % азиатов, 14 % латиноамериканцев, 2 % афроамериканцев и 13 % других (включая представителей нескольких рас).
Названная в честь президента Стэнфордского университета Дэвида Джордана, средняя школа Джордан была основана в 1937 году. Она была закрыта в 1985 году из-за недостаточного количества учащихся в округе, а затем вновь открыта в 1991 году после реконструкции. В 1995 году город Пало-Алто одобрил выделение средств на дальнейшую технологическую модернизацию школы.
В 1937—1985 годах талисманом школы был дельфин. Когда Джордан вновь открылась в 1991 году, ученики проголосовали за то, чтобы талисманом стал ягуар. В 1999 году ученики проголосовали за то, чтобы дельфин вернулся к своему статусу талисмана вместе с ягуаром.
Из-за участия Джордана в евгенике школа была переименована в 2018—2019 учебном году в честь венчурного капиталиста Фрэнка Грина-младшего.

### Средняя школа Джейн Стэнфорд
Средняя школа Джейн Стэнфорд, ранее называвшаяся средней школой Рэя Лаймана Уилбура младшего, и известная как JLS, расположена по адресу 480 East Meadow Dr., Palo Alto, CA 94306. Талисман школы - пантера.
В 2018-19 учебном году в школе обучалось 1137 учеников. Студенческий контингент состоял из 54 % юношей и 46 % девушек. Расовая принадлежность: 44 % азиатов, 32 % европеоидов, 12 % латиноамериканцев, 1 % афроамериканцев и 11 % других (включая представителей нескольких рас).
Земля, на которой сейчас расположены средняя школа Джейн Стэнфорд и прилегающая начальная школа Фэйрмидоу, когда-то принадлежала трём фермерам. Фермеры продали свою землю застройщику Джозефу Эйхлеру, который впоследствии передал землю в дар округу.
Основанная в 1953 году, школа первоначально была названа в честь Рэя Лаймана Уилбура, одного из первых президентов Стэнфордского университета. После того, как в 1985 году средняя школа Джордан была закрыта из-за недостаточного количества учащихся, две школы были объединены на месте школы Уилбур, и она была переименована в Джейн Латроп Стэнфорд в честь Джейн Стэнфорд, жены основателя Стэнфордского университета, Леланда Стэнфорда.

### Средняя школа Флетчер
Средняя школа Эллен Флетчер, бывшая средняя школа Термен, расположена по адресу 655 Arastradero Road в Пало-Альто. Талисман школы — тигр.
В 2018-19 учебном году в школе обучалось 668 учеников. Среди учащихся было 54 % мужчин и 46 % женщин. Расовый состав школы: 38 % азиаты, 30 % белые, 16 % латиноамериканцы, 12 % представители двух или более рас, 1 % чернокожие и 1 % коренные гавайцы/островитяне Тихого океана.
Первоначальное название школы, расположенной на этом месте, было Terman Junior High School (по имени Льюиса Мэдисона Термена), что не связано со школой, расположенной на этом месте в настоящее время. Она была закрыта в 1978 году в связи с уменьшением числа учащихся в округе. В 1999 году округ разместил на этом месте новую среднюю школу под названием Terman Middle School, чтобы справиться с ростом числа учащихся. Новая школа была названа в честь Термена и его сына, Фредерика Термена, пионера Силиконовой долины. Переезд был встречен местными жителями неоднозначно, так как округ мог отнять землю у местного Еврейского общинного центра. В результате земля общинного центра в Кабберли была обменена на землю, необходимую округу для школы. Еврейский общинный центр продолжал арендовать районную землю в Кабберли, пока у него не появились другие планы. Начиная с 2018-2019 учебного года школа была переименована в среднюю школу Эллен Флетчер в честь члена городского совета Пало-Алто, поскольку старший Термен, как и Джордан, поддерживал евгенику.

## Начальные школы
В Объединённый школьный округ Пало-Алто входят 12 начальных школ:
- Начальная школа Аддисон, названная в честь прилегающей улицы, которая получила свое название в честь писателя Джозефа Аддисона.
- Начальная школа Бэррон-Парк.
- Начальная школа Дювенек (бывший Грин Гейблс).
- Начальная школа Эль-Кармело.
- Начальная школа Эскондидо.
- Начальная школа Фэйрмэдоу.
- Начальная школа Гувер (ранее располагалась на Миддлфилд-Роуд в парке Гувер, также ранее располагалась на месте нынешней начальной школы Бэррон-Парк).
- Начальная школа Хуана Брионес (бывшая Лома Виста).
- Начальная школа Люсиль Никсон.
- Начальная школа Охлоне (до 1971 года называлась Охлонес, до 1982 года располагалась на улице Чарльстон, где сейчас находится школа Гувер).
- Начальная школа Пало Верде (называлась Секвойя с 1976 по 1982 год, когда она объединилась с Лос-Ниньос и сменила название на Пало Верде).
- Начальная школа Уолтера Хейса.

## Школа для взрослых
Школа для взрослых Пало-Алто (PAAS) — калифорнийская школа для взрослых, созданная объединённым школьным округом Пало-Алто в 1921 году. Она предлагает разные курсы в нескольких школах. Её главный офис расположен в здании башни в средней школе Пало-Альто. При зачислении в школу не существует ограничений по месту жительства или гражданству ученика. Занятия по изучению английского языка и гражданства бесплатные, а за другие занятия взимается небольшая плата. Херб Вонг, специалист по джазу и педагог, был преподавателем в школе для взрослых.
Школа для взрослых в Пало-Алто является частью Консорциума по переходу студентов округа Северная Санта-Клара (STC), в который входят близлежащие колледжи Де Анза, Футхилл, Маунтин-Вью Лос-Альтос Образование для взрослых и Образование для взрослых в Саннивейл-Купертино. Занятия проводятся в семи местах в границах объединённого школьного округа Пало-Алто.

## Бывшие школы округа
- Средняя школа Кабберли[англ.] (1956—1979 гг.), ныне общественный центр Кабберли[англ.].

На пике своего развития в 1967 году в Пало-Алто было 22 начальные школы, предоставляющие образовательные услуги для дошкольников и младших школьников до 6 класса. Из них были закрыты:
- Начальная школа Кресент Парк (?—1983), снесена под жилищное строительство.
- Начальная школа Де Анза — снесена под жилищное строительство.
- Начальная школа Элизабет Ван Аукен — здание сохранилось. Переименована в начальную школу Лос-Ниньос в 1970-х годах. В 1982 году она объединилась с бывшей школой Секвойя, переехала в другое место, и была переименована в Пало-Верде. В настоящее время здесь находится начальная школа с углублённым изучением предметов Ohlone Elementary.
- Начальная школа Гарланд, в настоящее время сдаётся в аренду двум частным школам (Стратфордской школе и Программе послешкольного обучения с погружением в китайский язык CYES). В 2000-х и 2010-х годах предлагалось вновь открыть её как государственную начальную школу[51][52][53].
- Начальная школа Гринделл, в настоящее время в ней реализуются другие программы школьного округа.
- Начальная школа Литтон (1920(?)—1966) — снесена под застройку.
- Начальная школа Ортега — снесена под застройку. С 1976 по 1983 год здесь находился Еврейский общинный центр.
- Начальная школа Росс Роуд — снесена под застройку. На этом месте находилась школа дополнительного образования Мэйфилд.
- Начальная школа Мэйфилд — снесена под застройку, сейчас на этом месте футбольное поле. После закрытия начальной школы она использовалась в качестве первоначального места для школы дополнительного образования Мэйфилд.
- Начальная школа Вентуры — сейчас это общественный центр Вентуры при департаменте парков и отдыха.

## Школьный совет
Объединённый совет по образованию Пало-Алто (часто упоминаемый как объединённый школьный совет Пало-Алто) состоит из пяти членов, избираемых по очереди. По состоянию на конец 2021 года членами школьного совета являлись Шунак Дхарап, Кен Даубер, Тодд Коллинз, Дженнифер ДиБриенза и Джесси Ладомирак. 3 ноября 2020 года ДиБриенза и Коллинз были переизбраны, а Ладомирак была избрана вместо покинувшей пост Мелиссы Батен Касвелл. У Дхарапа и Даубера срок полномочий истекает в 2022 году, у остальных — в 2024 году.